# Rhyacophila banksi
Rhyacophila banksi là một loài Trichoptera trong họ Rhyacophilidae. Chúng phân bố ở miền Tân bắc.